# 대니얼 커드모어
대니얼 커드모어(Daniel Cudmore, 1981년 1월 20일 ~ )는 캐나다의 배우이다.

## 출연 작품
- 엑스맨: 다크 피닉스 (Dark Phoenix)
- 뮤턴트 이스케이프 (Corrective Measures) - 다이아몬드 짐 역